# Turvo dos Almeidas
Turvo dos Almeidas é um distrito do município brasileiro de Capão Bonito, no interior do estado de São Paulo, mas que ainda não está cadastrado na Divisão Territorial Brasileira do IBGE por não possuir uma representação cartográfica encaminhada à instituição pelo poder público municipal.

## História

### Formação administrativa
- Lei ordinária nº 3184 de 30/01/2009 - Criação do distrito do Turvo dos Almeidas, no município de Capão Bonito[4].

## Geografia

### Demografia

#### População
Até o Censo 2010 (IBGE) a atual sede do distrito não tinha seu perímetro delimitado pelo IBGE, com esta apenas fazendo parte de setores rurais. Assim a população rural do seu entorno, incluindo a da sede do distrito, era de 870 habitantes.

### Rodovias
O principal acesso do distrito é a Rodovia Professor Francisco da Silva Pontes (SP-127).

## Serviços públicos

### Registro civil
Feito na sede do município, pois o distrito não possui Cartório de Registro Civil das Pessoas Naturais.

### Saneamento
O serviço de abastecimento de água é feito pela Companhia de Saneamento Básico do Estado de São Paulo (SABESP).

### Energia
A responsável pelo abastecimento de energia elétrica é a Neoenergia Elektro, antiga CESP.

## Religião
O Cristianismo se faz presente no distrito da seguinte forma:

### Igreja Católica
- A igreja faz parte da Diocese de Itapeva[14].

### Igrejas Evangélicas
- Congregação Cristã no Brasil[15].